# SV Goldap
SV Goldap was een Duitse voetbalclub uit Goldap, Oost-Pruisen, dat tegenwoordig tot Polen behoort en sinds 1946 bekend is onder de naam Gołdap.

## Geschiedenis
De club werd in 1913 opgericht. In 1936 promoveerde de club naar de Bezirksklasse Ostpreußen. De club werd er tweede in de reeks Gumbinnen achter MSV Yorck Boyen Insterburg en plaatste zich zo voor de eigenlijke Gauliga Ostpreußen. In een groep met Hindenburg Allenstein, Rasensport-Preußen Königsberg en KS Gedania Danzig werd de club laatste met 0 punten. Het volgende seizoen werd de club laatste. De club degradeerde niet omdat er een Gauliga werd ingevoerd van één reeks met tien clubs. De club bleef dus in de Bezirksklasse, die nu terug de tweede klasse werd. Het volgende seizoen speelde de club nog in de Bezirksklasse Masuren en eindigde in de middenmoot. Hierna namen ze niet meer aan de competitie deel. 
Na de Tweede Wereldoorlog viel Goldap onder Polen en werden de Duitsers verdreven. Alle Duitse clubs in Oost-Pruisen werden ontbonden.